# شائك المخاطم
شائك المخاطم (الاسم العلمي: Macracanthorhynchus)، والمعروف أيضًا باسم دودة الخنازير العملاقة شائكة الرأس، هو عضو في فصيلة قليلات المخاطم، ويشتمل الجنس على أربعة أنواع.